# Noisetier à long bec
Corylus cornuta
Espèce
Classification phylogénétique
Le noisetier à long bec (Corylus cornuta) est un feuillu de la famille des bétulacées,  .    

## Description
Le noisetier à long bec est un arbrisseau qui peut atteindre au maximum 3 m de hauteur avec des troncs de 10 à 25 cm d'épaisseur avec une écorce grise lisse. Ses feuilles sont simples, alternes, pointues au sommet et en forme de cœur à la base. Elles sont grossièrement dentées. L'espèce fleurit très tôt au printemps; ses fleurs mâles sont des chatons pendants, et ses fleurs femelles, petites et solitaires, sont rouge clair. Son fruit est une noix arrondie recouverte d'une enveloppe pubescente et épineuse qui se termine par un bec deux fois plus long que la noix. En milieu naturel, sa longévité est de 40 à 60 ans.

## Habitat
À L'Isle-aux-Coudres, le 6 septembre,1535, lors de son deuxième voyage en Amérique du Nord, le navigateur Jacques Cartier nomma l'île « couldres », du nom d'un coudrier, noisetier, arbuste abondant sur les lieux.  
Il pousse dans la plus grande partie de l'Amérique du Nord, du 49e degré de latitude au Canada jusqu'à la Géorgie et au Colorado, et de la Colombie-Britannique jusqu'à Terre-Neuve. Comme il supporte mal l'ombre des grands arbres, il se porte mieux dans les forêts ouvertes et les lisières de forêts.  
Au Québec, il est présent dans la plupart des forêts jusqu'à la latitude de Chibougamau. On le retrouve surtout dans l'érablière à bouleau jaune, la bétulaie jaune, les forêts bordant les cours d'eau et les forêts de transition dominées par le tremble.  

## Utilisation
Son fruit est comestible, mais petit. L'espèce peut servir à réduire les risques d'érosion grâce à son système racinaire dense qui se déploie en superficie. Les peuples des Premières Nations l'utilisaient à des fins médicinales; p. ex., une infusion de ses feuilles et de ses branches servait à traiter les problèmes cardiaques. 